# Bed of Rose’s (album)
Bed of Rose’s – czwarty album zespołu wokalnego wykonującego muzykę country The Statler Brothers, wydany w 1970. 
Piosenka Bed of Rose’s uzyskała 9. miejsce na liście Hot Country Songs magazynu Billboard. Dwie piosenki z albumu, Bed of Rose’s oraz New York City wystąpiły w grze komputerowej Grand Theft Auto: San Andreas (2004) w fikcyjnym radiu K-Rose.

## Lista utworów
| 1.  | "Bed of Rose’s" (Harold Reid)                                           |  |
|     |                                                                         |  |
| 2.  | "New York City" (Don Reid)                                              |  |
|     |                                                                         |  |
| 3.  | "All I Have to Offer You (Is Me)" (Dallas Frazier, A.L. "Doodle" Owens) |  |
|     |                                                                         |  |
| 4.  | "Neighborhood Girl"                                                     |  |
|     |                                                                         |  |
| 5.  | "Fifteen Years Ago" (Raymond Smith)                                     |  |
|     |                                                                         |  |
| 6.  | "The Junkie's Prayer" (Lew DeWitt)                                      |  |
|     |                                                                         |  |
| 7.  | "We"                                                                    |  |
|     |                                                                         |  |
| 8.  | "This Part of the World"                                                |  |
|     |                                                                         |  |
| 9.  | "Tomorrow Never Comes"                                                  |  |
|     |                                                                         |  |
| 10. | "Me and Bobby McGee" (Kris Kristofferson, Fred Foster)                  |  |
|     |                                                                         |  |
| 11. | "The Last Goodbye" (Phil Balsley, Lew DeWitt, D. Reid, H. Reid)         |  |
|     |                                                                         |  |